# 繼婆子
繼婆子（Kế Bà Tử；Po Saktirai da putih，？—1728年），是一位晚期占婆賓童龍第四王朝的君主，1695年至1727年在位。

## 生平
繼婆子，占名“婆茶底賴達勃底”（Po Saktiray Da Patih），是占婆王婆争（Po Sot）的同母弟，擔任“左茶員”（Tá Trà Viên）之職。
壬申年（1692）八月，婆争起兵反抗阮主的统治，舉兵攻打延宁府。阮福淍派阮有镜领正營、廣南、平康之兵征討賓童龍。
癸酉年（1693）春，阮有鏡生擒婆争及其亲属、大臣左茶員繼婆子、娘楣、婆恩等而归，阮主將其囚禁在玉盏山，改賓童龍为顺城镇。七月，阮主派該隊阮智勝守庯諧，該奇阮新禮守潘里，該隊朱兼勝守潘郎，以防備占婆餘黨。八月，將順城鎮改為平順府，以左茶員繼婆子為勘理，婆恩的三個兒子為提督，提領該府，利用他們安撫遺民，並強迫當地人改穿越南式衣服、追隨越南風俗。
十二月，占婆右茶員屋牙挞（Oknha Dat）得到清朝人阿班（A Ban）的支持，舉兵反抗阮主。阿班改名吳朗，自稱有呼風喚雨的神通，得到占婆人的支持。阿班誘殺了阮智勝，又暗害阮新禮使之成為啞巴，趁機擊敗其所率的阮軍。又攻打朱兼勝部。恰巧此時繼婆子來到潘郎，朱兼勝就把繼婆子綁起來，示眾於轅門外，表示要將其斬殺。屋牙撻怕繼婆子遇害，只得同阿班一起撤退，朱兼勝便將繼婆子放回。
甲戌年（1694）正月，婆爭病死。二月，阿班之亂被阮主平定。八月，繼婆子上表陳情，聲稱自從廢除占婆君主並施行越南化改革以後發生饑荒並爆發鼠疫。阮福淍便將平順府改回順城鎮，並於十一月冊封繼婆子為順城鎮藩王，統治其民眾，歲輸職貢，又將之前所俘獲的印、劍、鞍馬及人口全部歸還給占婆。阮福淍還派出京兵三十人保護其國，最終這些京兵定居於該國。占婆王被封为“镇王”（Trấn Vương）并保持了这一称号达135年。虽然占婆王在这片四处都是越南人的土地上没有任何实际权力。
己丑年（1709）七月，繼婆子遣使向阮主朝貢。
壬辰年（1712）八月，繼婆子請求議定所轄典例。阮福淍頒佈《議定五條》（Ngũ điều Nghị định）賜給他。
甲午年（1714）七月，阮福淍在天姥寺設大會，繼婆子亦率其子及將佐赴會，獲得豐厚的賞賜，其子扶壳、樸壳、俾村扶三人都被封為侯爵。十月，繼婆子請求設立公堂，阮主命製圖式左師右將定爲公事訟事列品坐次有差。
戊申年（1728），繼婆子去世，在位34年。